# Saturn Award voor beste actrice
Dit is een lijst van Saturn Award-winnaars in de categorie beste actrice (in een film):
| Jaar      | Actrice                         | Film                                    |
| --------- | ------------------------------- | --------------------------------------- |
| 1974/1975 | Katharine Ross                  | The Stepford Wives                      |
| 1976      | Blythe Danner                   | Futureworld                             |
| 1977      | Jodie Foster                    | The Little Girl Who Lives Down the Lane |
| 1978      | Margot Kidder                   | Superman                                |
| 1979      | Mary Steenburgen                | Time After Time                         |
| 1980      | Angie Dickinson                 | Dressed to Kill                         |
| 1981      | Karen Allen                     | Raiders of the Lost Ark                 |
| 1982      | Sandahl Bergman                 | Conan the Barbarian                     |
| 1983      | Louise Fletcher                 | Brainstorm                              |
| 1984      | Daryl Hannah                    | Splash                                  |
| 1985      | Coral Browne                    | Dreamchild                              |
| 1986      | Sigourney Weaver                | Aliens                                  |
| 1987      | Jessica Tandy                   | *batteries not included                 |
| 1988      | Catherine Hicks                 | Child's Play                            |
| 1989/1990 | Demi Moore                      | Ghost                                   |
| 1991      | Linda Hamilton                  | Terminator 2: Judgment Day              |
| 1992      | Virginia Madsen                 | Candyman                                |
| 1993      | Andie MacDowell                 | Groundhog Day                           |
| 1994      | Sandra Bullock Jamie Lee Curtis | Speed True Lies                         |
| 1995      | Angela Bassett                  | Strange Days                            |
| 1996      | Neve Campbell                   | Scream                                  |
| 1997      | Jodie Foster                    | Contact                                 |
| 1998      | Drew Barrymore                  | Ever After                              |
| 1999      | Christina Ricci                 | Sleepy Hollow                           |
| 2000      | Téa Leoni                       | The Family Man                          |
| 2001      | Nicole Kidman                   | The Others                              |
| 2002      | Naomi Watts                     | The Ring                                |
| 2003      | Uma Thurman                     | Kill Bill Vol. 1                        |
| 2004      | Blanchard Ryan                  | Open Water                              |
| 2005      | Naomi Watts                     | King Kong                               |
| 2006      | Natalie Portman                 | V for Vendetta                          |
| 2007      | Amy Adams                       | Enchanted                               |
| 2008      | Angelina Jolie                  | Changeling                              |
| 2009      | Zoë Saldana                     | Avatar                                  |
| 2010      | Natalie Portman                 | Black Swan                              |
| 2011      | Kirsten Dunst                   | Melancholia                             |
| 2012      | Jennifer Lawrence               | The Hunger Games                        |
| 2013      | Sandra Bullock                  | Gravity                                 |
| 2014      | Rosamund Pike                   | Gone Girl                               |
| 2015      | Charlize Theron                 | Mad Max: Fury Road                      |
| 2016      | Mary Elizabeth Winstead         | 10 Cloverfield Lane                     |
| 2017      | Gal Gadot                       | Wonder Woman                            |
| 2018/2019 | Jamie Lee Curtis                | Halloween                               |
| 2019/2020 | Elisabeth Moss                  | The Invisible Man                       |